# エリザベータ・トゥクタミシェワ
エリザベータ・セルゲーエヴナ・トゥクタミシェワ（ロシア語: Елизавета Сергеевна Туктамышева, ラテン文字転写例:Elizaveta Sergeyevna Tuktamysheva, 1996年12月17日 - ）は、ロシアのフィギュアスケート選手（女子シングル）。愛称Liza（リーザ）。
2015年世界選手権優勝。2014年グランプリファイナル優勝。2015年欧州選手権優勝。

## 人物
ロシア連邦ウドムルト共和国のグラゾフで、元スキー選手でサッカーコーチの父と代数学と幾何学の教師の母のもとに生まれる。7歳下に同じくフィギュアスケートをしている妹エフゲーニャがいる。
2011年4月上旬に父親が若くして死去。8月からはコーチのアレクセイ・ミーシンの尽力とM・クズネツォフ記念オリンピック基金の支援で教師の母親と小学生の妹をサンクトペテルブルクに呼び寄せ共に暮らすようになった。この移住に伴って課題の提出と検定試験を受けることで進級できる形態の学校に転校。
最も尊敬する選手は、3度の五輪メダリストで兄弟子のエフゲニー・プルシェンコ。他、好きな選手や演技に浅田真央、安藤美姫やキム・ヨナ、ジョアニー・ロシェットなどを挙げている。

## 経歴

### ジュニア時代（2001年 – 2011年）
4歳半頃スケートを始め、地元グラゾフでスヴェトラーナ・ヴェレテンニコワの指導を受けていた。
9歳のときベルゴロドで開催された競技会で優勝すると世界的に著名なコーチのアレクセイ・ミーシンに見出され、指導を受けるため2週間ごとに片道27時間をかけ故郷からヴェレテンニコワコーチと共にサンクトペテルブルクへ通うことになった。ミーシンの元ではまずすべての基礎技術を矯正された。
2008年ロシア選手権とロシアジュニア選手権で共に2位。
2009年ロシア選手権ではSP10位からFSで124.57の高得点を得て3位となっている。
2010-2011シーズンからジュニアグランプリシリーズの出場可能年齢に達し参戦。初戦のブラショフ杯およびブラオエン・シュベルター杯で連続優勝を果たし、ジュニアグランプリファイナルへの出場を決める。ファイナルでは同じくロシア代表のアデリナ・ソトニコワに次ぐ2位に入る。初出場となった世界ジュニア選手権でもソトニコワに次ぐ2位となった。
2011年夏にステファン・ランビエールの指導で表現と身体の動きを学ぶ。

### シニア転向以降（2011年 – 現在)
2011-2012シーズン、シニアデビュー戦のスケートカナダで初優勝、グランプリシリーズ史上で初めてデビュー戦で優勝した女子選手となった。続くエリック・ボンパール杯でも優勝し、ポイントランキング1位の成績でグランプリファイナル進出を決めた。しかし表彰台が期待されたファイナルではSPでの出遅れが響き、4位に終わった。続くロシア選手権でも、グランプリファイナル同様にSPで出遅れ、最終結果は6位となってしまうが、翌月のインスブルックユースオリンピックでは立て直し、アデリナ・ソトニコワを破って優勝した。世界ジュニア選手権への出場は、新たなプログラムの作成に専念するとして辞退した。
2012-2013シーズン、2シーズン連続でグランプリファイナルに出場し、4位。ロシア選手権ではSPを首位で折り返したものの風邪を引いて棄権も考えたが出場し、初優勝を飾った。シニアのISUチャンピオンシップス初出場となる欧州選手権ではSP4位と出遅れたが、FSで1位と巻き返し、トータルで3位となった。
2013-2014シーズン、スケートアメリカではSPの3回転ルッツ-3回転トウループのコンビネーションジャンプで転倒、ロステレコム杯ではFSでルッツとフリップを転倒するなどしていずれも4位に終わる。またソチオリンピック選考も兼ねたロシア国内選手権ではSPの3回転ルッツ-3回転トウループで転倒、FSではSPで転倒させたコンビネーションジャンプを成功させたものの、3回転フリップを転倒した。同世代とジュニアクラスの台頭もあり最終順位は10位に終わり、この時点で欧州選手権にも派遣されずソチオリンピックの代表入りを逃した。
2014-2015シーズン、チャレンジャーシリーズには3試合出場しいずれも優勝。獲得スコアでは2位以下に50点以上の大差をつけ、シリーズの最高成績者となった。スケートアメリカでは2位、中国杯では3シーズンぶりにグランプリシリーズでの優勝を果たした。グランプリファイナルではSP、FSのいずれも1位となり初優勝した。欧州選手権ではSP2位から逆転し、FSでは自身初の140点台を出し初優勝。シーズン10試合目となるババリアンオープンのSPで競技会で初めて3回転アクセルに挑戦するも転倒。SPの後に大会を棄権した。世界選手権のSPでは自身初めて3回転アクセルに成功し、自己ベストを大きく更新し1位。FSでも1位でイリーナ・スルツカヤ以来10年ぶりにロシアの女子選手として世界選手権を制した。
2015-2016シーズン、スケートカナダではSP7位と出遅れながら、FSで挽回し銀メダルを獲得。エリック・ボンパール杯は、パリ同時多発テロ事件の影響でFSが中止となったため、SPの5位で順位が確定した。チャレンジャーシリーズでは最終2戦に出場し連続優勝。2年続けてでシリーズの最高成績者となった。ロシア選手権では8位に沈んだ。
2018-2019シーズン、スケートカナダ、フィンランディア杯、ロンバルディアトロフィーと3勝し、NHK杯にも初出場して3位に入賞するなど好成績を残す。4年ぶりに進出したGPファイナルでは3位に入賞し、銅メダルを獲得した。
2020-2021シーズン、6年ぶりの出場となった世界選手権。SPではノーミスの演技で78.86とシェルバコワ、紀平梨花に次いで3位に立つ。FSでは2本目の3回転アクセルを見事に着氷した。3フリップこそ転倒はあったものの、持ち前の表現力で会場を魅了した。フリーは140点を超え、6年ぶりの表彰台、涙の銀メダルとなった。
2021-2022シーズン、出場した公式戦は全て2位の好成績を収めるもロシア選手権で7位に沈み、2022年北京オリンピックの選考では補欠登録にとどまり出場叶わず。そして2022年ロシアのウクライナ侵攻によりロシア国籍選手の出場は制限され国外の活動が難しくなってからは、国内のアイスショーなどで活動。
2022-2023シーズン、現状で唯一大きな大会の出場といえるロシア選手権を目指し、11月のシリーズ第4戦モスクワ大会や第6戦ペルミ大会を優勝で制する。そして迎えた12月のロシア選手権本大会では3位に入選し、8年ぶりに同選手権の表彰台に上がった。15回目の出場や26歳という高齢の部類にありながらの結果に、メディアをはじめ各所からも称賛されている。

## 技術
3回転アクセルを含む6種類の3回転ジャンプを飛ぶことができる。また3回転ルッツ-3回転トウループのほか3回転フリップ-3回転トウループ、3回転サルコウ-3回転トウループ、3回転トウループ-3回転トウループの、四種類の3回転3回転のコンビネーションジャンプをプログラムに入れることが出来る。さらに練習では3回転アクセル-3回転トウループも成功させている。他にも2回転半アクセル-3回転トウループや2回転半アクセル-1回転ループ-3回転サルコウを成功させており、練習では4回転トウループを着氷させている。現在は4回転トウループに加えて4回転サルコウも練習しており4回転ルッツも取り組む意向を示している。ジュニア時代にはフリップジャンプが踏み切りでアウトサイドになる癖もあったが、シニアデビュー以降2018-2019シーズンまで誤ったエッジでの踏み切りと判定されたことはなかった。
なお2010年夏の合宿中の練習では3回転アクセルを少なくとも一度は成功させているが、2010年ロステレコム杯エキシビションのオープニングで数回、2011年7月8日に行われたミーシン一門のエキシビションショーで、2011-2012のフリープログラムの冒頭で3Aに挑戦するが、全て転倒か不発に終わっている。
軽快なジャンプが評価される一方で、リンクの使い方が小さいといった弱点も指摘されており、2012年5月にはカナダへ渡りデイヴィッド・ウィルソンにフリープログラムの作成と指導を依頼。
2015年世界選手権ショートプログラムで女子シングル史上6人目となる3回転アクセルに成功した。なお、世界選手権での成功は伊藤みどり、トーニャ・ハーディング、浅田真央に次ぐ4人目、ショートプログラムでの成功は伊藤、浅田に次ぐ3人目の快挙となった。またこのショートプログラムは女子シングル史上初の4度の3回転ジャンプを成功させた演技となった。
2019年フィンランディア杯では、2010年バンクーバー五輪の浅田真央以来となる、SP・FS合わせて3度のトリプルアクセルに成功している。
25歳になった2022年、自身のインスタグラムにて「4回転トウループ」の着氷に成功した映像を公開している。

## ギャラリー

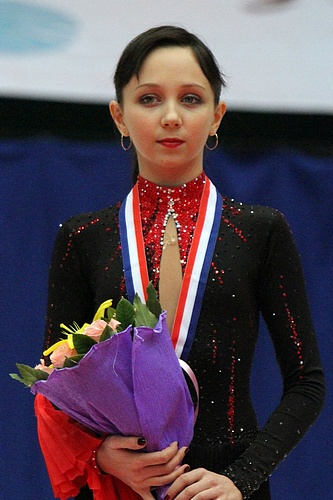
2010/2011 JGPファイナル
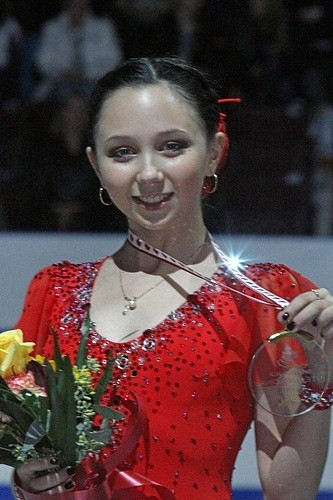
2011/2012 スケートカナダ
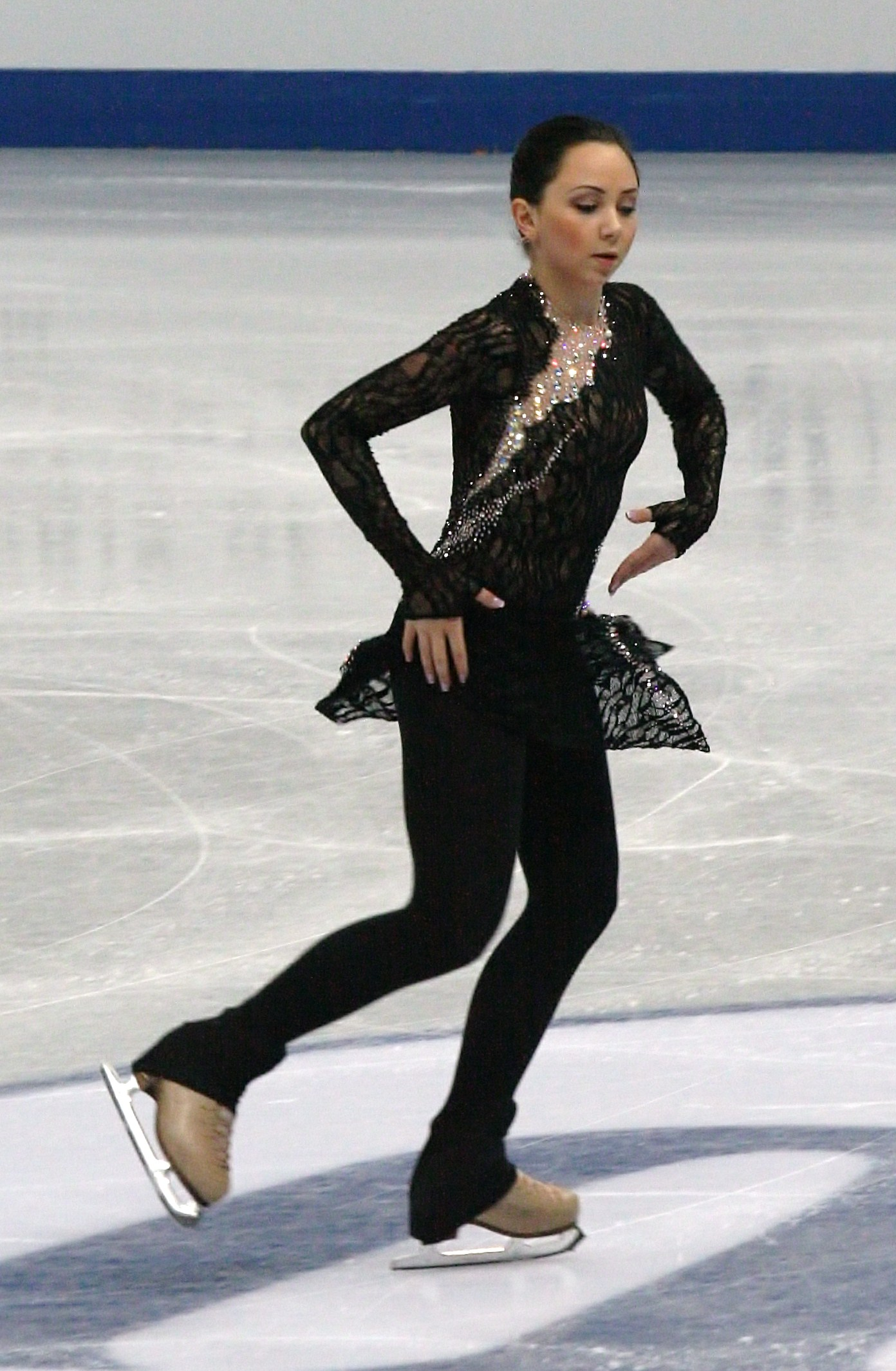
2012/2013 GPファイナル
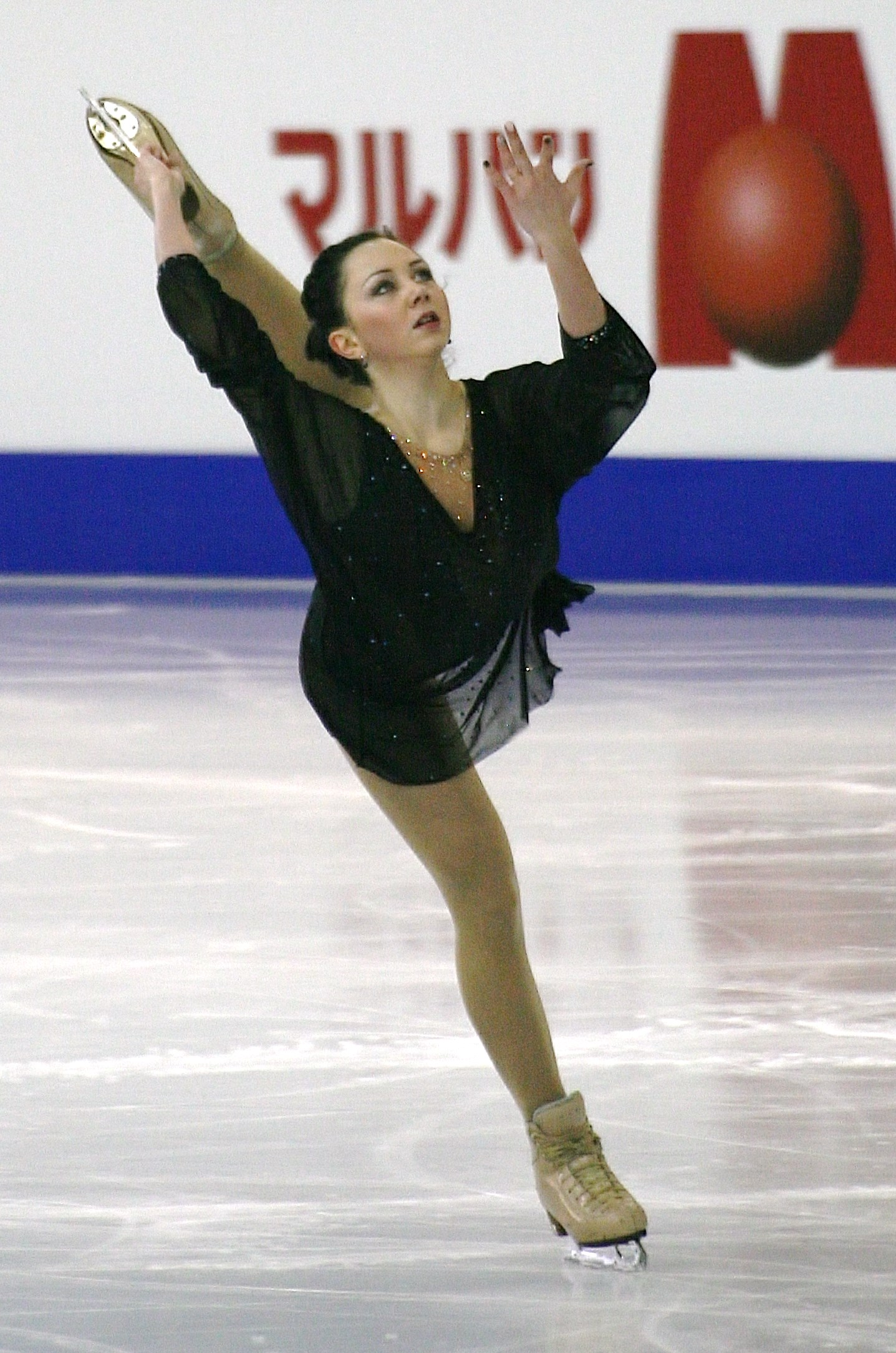
2014/2015 GPファイナル
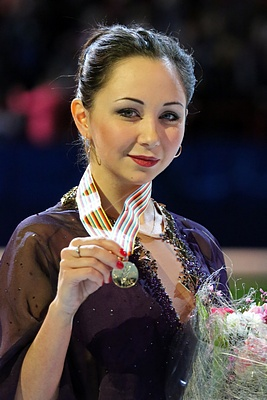
2014/2015 欧州選手権
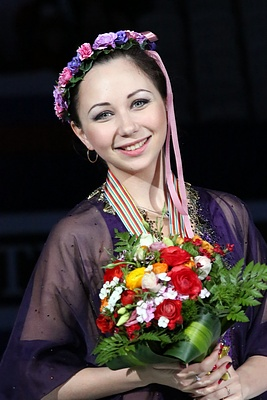
2014/2015 世界選手権
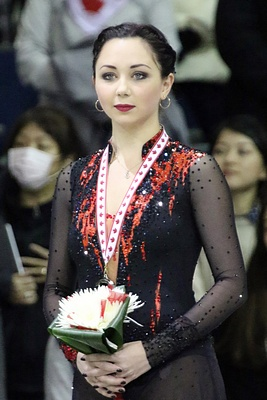
2015/2016 スケートカナダ
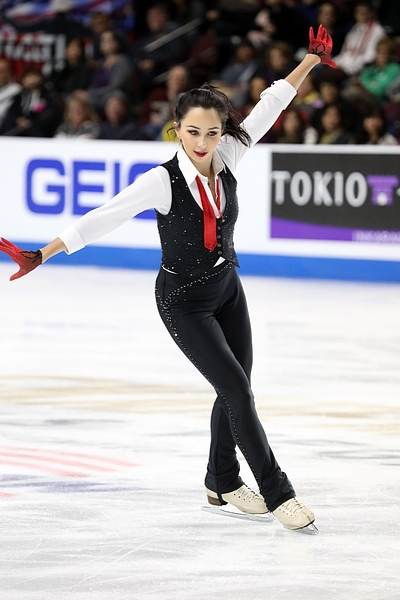
2019/2020 スケートアメリカ
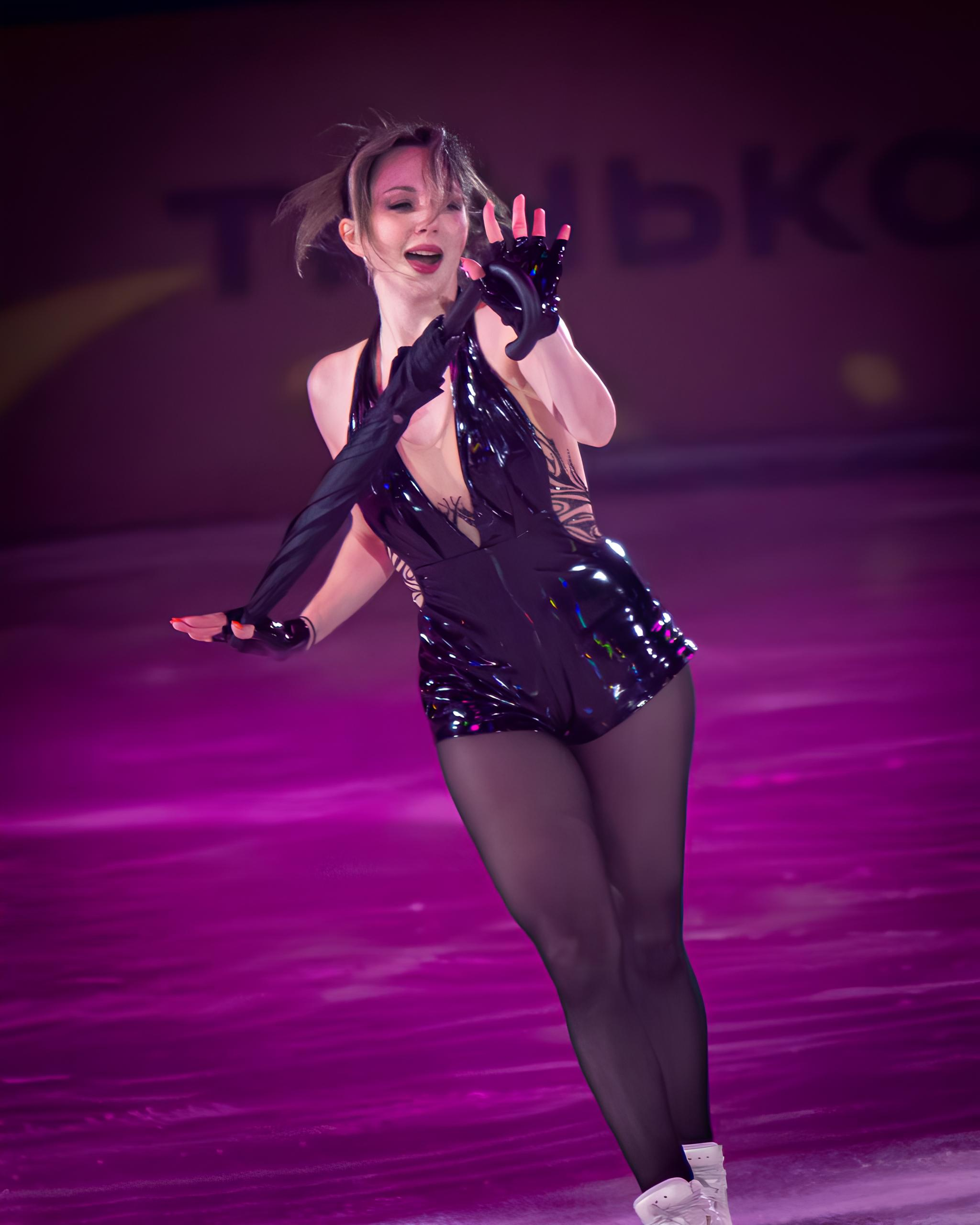
エテリ・トゥトベリーゼ主催アイスショー2024

## 主な戦績

### シニア時代
| 大会/年              | 2011-12 | 2012-13  | 2013-14 | 2014-15 | 2015-16 | 2016-17 | 2017-18 | 2018-19 | 2019-20 | 2020-21 | 2021-22 | 2022-23 |
| -------------------- | ------- | -------- | ------- | ------- | ------- | ------- | ------- | ------- | ------- | ------- | ------- | ------- |
| 世界選手権           |         | 10       |         | 1       |         |         |         |         |         | 2       |         |         |
| 欧州選手権           |         | 3        |         | 1       |         |         |         |         |         |         |         |         |
| 世界国別対抗戦       |         | T4 / P10 |         | T2 / P1 |         |         |         | T3 / P1 |         | T1 / P3 |         |         |
| ロシア選手権         | 6       | 1        | 10      | 2       | 8       | 8       | 7       | 欠場    | 4       | 7       | 7       | 3       |
| GPファイナル         | 4       | 5        |         | 1       |         |         |         | 3       |         |         |         |         |
| GPNHK杯              |         |          |         |         |         |         |         | 3       |         |         |         |         |
| GPロステレコム杯     |         |          | 4       |         |         |         | 9       |         |         | 1       | 2       |         |
| GP中国杯             |         |          |         | 1       |         | 3       | 7       |         | 3       |         |         |         |
| GPエリック杯         | 1       | 2        |         |         | 5       |         |         |         |         |         |         |         |
| GPスケートカナダ     | 1       | 4        |         |         | 2       | 4       |         | 1       |         |         | 2       |         |
| GPスケートアメリカ   |         |          | 4       | 2       |         |         |         |         | 3       |         |         |         |
| CSゴールデンスピン   |         |          | 3       |         | 1       | 2       | 3       |         | 1       |         |         |         |
| CSワルシャワ杯       |         |          |         | 1       | 1       |         |         |         |         |         |         |         |
| CSフィンランディア杯 |         |          | 3       | 1       |         | 4       | 3       | 1       | 2       |         | 2       |         |
| CSネーベルホルン杯   |         |          |         | 1       |         | 2       |         |         |         |         |         |         |
| CSロンバルディア杯   |         |          |         |         |         |         | 6       | 1       | 2       |         |         |         |
| ユニバーシアード     |         |          |         |         |         | 4       |         |         |         |         |         |         |
| サラエヴォオープン   |         |          |         |         | 1       |         |         |         |         |         |         |         |
| ニース杯             |         |          |         | 1       | 1       |         |         |         |         |         |         |         |
| ババリアンオープン   |         |          |         | 棄権    |         |         |         |         |         |         |         |         |
| ユースオリンピック   | 1       |          |         |         |         |         |         |         |         |         |         |         |

### ジュニア時代
| 大会/年              | 2007-08 | 2008-09 | 2009-10 | 2010-11 |
| -------------------- | ------- | ------- | ------- | ------- |
| 世界Jr.選手権        |         |         |         | 2       |
| ロシア選手権         | 10      | 2       | 3       | 3       |
| ロシアJr.選手権      | 9       | 2       | 4       | 1       |
| JGPファイナル        |         |         |         | 2       |
| JGP B.シュベルター杯 |         |         |         | 1       |
| JGPブラショフ杯      |         |         |         | 1       |
| ニース杯             | 1 N     | 1 N     |         | 1 J     |

- J - ジュニアクラス
- N - ノービスクラス

### 詳細
| 2021-2022 シーズン    |                                                          |         |          |          |
| 開催日                | 大会名                                                   | SP      | FS       | 結果     |
| 2021年12月9日 - 12日  | ISUグランプリファイナル グランプリファイナル（大阪）     | 中止    | -        | - -      |
| 2021年11月25日 - 28日 | ISUグランプリシリーズ ロステレコム杯（ソチ）             | 2 80.10 | 3 149.13 | 2 229.23 |
| 2021年10月28日 - 31日 | ISUグランプリシリーズ スケートカナダ（バンクーバー）     | 2 81.24 | 2 151.64 | 2 232.88 |
| 2021年10月7日 - 10日  | ISUチャレンジャーシリーズ フィンランディア杯（エスポー） | 1 81.53 | 2 151.77 | 2 233.30 |

| 2020-2021 シーズン   |                                                      |         |          |          |
| 開催日               | 大会名                                               | SP      | FS       | 結果     |
| 2021年4月15日 - 18日 | 2021年世界フィギュアスケート国別対抗戦（大阪）       | 2 80.35 |          |          |
| 2021年3月22日 - 28日 | 2021年世界フィギュアスケート選手権（ストックホルム） | 3 78.86 | 3 141.60 | 2 220.46 |

| 2019-2020 シーズン    |                                                          |         |          |          |
| 開催日                | 大会名                                                   | SP      | FS       | 結果     |
| 2019年12月5日 - 7日   | ISUチャレンジャーシリーズ ゴールデンスピン（ザグレブ）   | 1 72.86 | 1 148.29 | 1 221.15 |
| 2019年11月8日 - 10日  | ISUグランプリシリーズ 中国杯（重慶）                     | 4 65.57 | 2 143.53 | 3 209.10 |
| 2019年10月18日 - 20日 | ISUグランプリシリーズ スケートアメリカ（ラスベガス）     | 5 67.28 | 3 138.69 | 3 205.97 |
| 2019年10月11日 - 13日 | ISUチャレンジャーシリーズ フィンランディア杯（エスポー） | 2 72.66 | 2 139.87 | 2 212.53 |
| 2019年9月13日 - 15日  | ISUチャレンジャーシリーズ ロンバルディア杯（ベルガモ）   | 1 73.66 | 2 140.72 | 2 214.38 |

| 2018-2019 シーズン    |                                                                |         |          |          |
| 開催日                | 大会名                                                         | SP      | FS       | 結果     |
| 2018年12月5日 - 9日   | ISUグランプリファイナル（バンクーバー）                        | 3 70.65 | 3 144.67 | 3 215.32 |
| 2018年11月8日 - 11日  | ISUグランプリシリーズ NHK杯（広島）                            | 1 76.17 | 3 142.85 | 3 219.02 |
| 2018年10月26日 - 28日 | ISUグランプリシリーズ スケートカナダ（ラヴァル）               | 1 74.22 | 3 129.10 | 1 203.32 |
| 2018年10月4日 - 7日   | ISUチャレンジャーシリーズ フィンランディア杯（エスポー）       | 1 73.83 | 3 129.02 | 1 202.85 |
| 2018年9月12日 - 16日  | ISUチャレンジャーシリーズ ロンバルディアトロフィー（ベルガモ） | 1 65.69 | 1 140.38 | 1 206.07 |

| 2017-2018 シーズン    |                                                               |          |          |          |
| 開催日                | 大会名                                                        | SP       | FS       | 結果     |
| 2017年12月6日 - 9日   | ISUチャレンジャーシリーズ ゴールデンスピン（ザグレブ）        | 1 68.47  | 5 107.43 | 3 175.90 |
| 2017年11月17日 - 19日 | ISUグランプリシリーズフランス杯（グルノーブル）               | 11 53.03 | 8 114.62 | 9 167.65 |
| 2017年11月3日 - 5日   | ISUグランプリシリーズ中国杯（北京）                           | 5 67.10  | 6 129.58 | 7 196.68 |
| 2017年10月6日 - 8日   | ISUチャレンジャーシリーズフィンランディア杯（エスポー）       | 1 67.82  | 4 121.31 | 3 189.13 |
| 2017年9月14日 - 17日  | ISUチャレンジャーシリーズロンバルディアトロフィー（ベルガモ） | 6 58.91  | 6 125.84 | 6 184.75 |

| 2016-2017 シーズン     |                                                                  |         |           |          |
| 開催日                 | 大会名                                                           | SP      | FS        | 結果     |
| 2017年1月31日 - 2月5日 | ユニバーシアード冬季競技大会（アルマトイ）                       | 2 69.01 | 6 102.67  | 4 171.68 |
| 2016年12月22日 - 25日  | ロシアフィギュアスケート選手権（チェリャビンスク）               | 6 69.17 | 10 125.35 | 8 194.52 |
| 2016年12月7日 - 10日   | ISUチャレンジャーシリーズ ゴールデンスピン（ザグレブ）           | 5 63.01 | 1 129.02  | 2 192.03 |
| 2016年11月18日 - 20日  | ISUグランプリシリーズ 中国杯（北京）                             | 4 64.88 | 2 127.69  | 3 192.57 |
| 2016年10月27日 - 30日  | ISUグランプリシリーズ スケートカナダ（ミシサガ）                 | 3 66.79 | 5 121.20  | 4 187.99 |
| 2016年10月6日 - 9日    | ISUチャレンジャーシリーズ フィンランディア杯（エスポー）         | 1 62.99 | 4 102.60  | 4 165.59 |
| 2016年9月22日 - 24日   | ISUチャレンジャーシリーズ ネーベルホルン杯（オーベルストドルフ） | 1 65.20 | 2 120.73  | 2 185.93 |

| 2015-2016 シーズン       |                                                          |         |          |          |
| 開催日                   | 大会名                                                   | SP      | FS       | 結果     |
| 2016年2月4日 - 7日       | 2016年サラエヴォオープン（サラエヴォ）                   | 1 60.67 | 1 101.40 | 1 162.07 |
| 2015年12月23日 - 27日    | ロシアフィギュアスケート選手権（エカテリンブルク）       | 9 63.68 | 6 131.06 | 8 194.74 |
| 2015年12月2日 - 5日      | ISUチャレンジャーシリーズ ゴールデンスピン（ザグレブ）   | 1 69.48 | 1 131.85 | 1 201.33 |
| 2015年11月26日 - 29日    | ISUチャレンジャーシリーズ ワルシャワ杯（ワルシャワ）     | 1 64.18 | 1 128.75 | 1 192.93 |
| 2015年11月13日 - 15日    | ISUグランプリシリーズ エリック・ボンパール杯（ボルドー） | 5 56.21 | 中止     | 5        |
| 2015年10月30日 - 11月1日 | ISUグランプリシリーズ スケートカナダ（レスブリッジ）     | 7 55.37 | 1 133.62 | 2 188.99 |
| 2015年10月14日 - 18日    | 2015年ニース杯（ニース）                                 | 2 59.12 | 1 120.11 | 1 179.23 |
| 2015年10月3日            | 2015年ジャパンオープン（さいたま）                       | -       | 3 128.34 | 3 団体   |

| 2014-2015 シーズン     |                                                                  |         |          |          |
| 開催日                 | 大会名                                                           | SP      | FS       | 結果     |
| 2015年4月16日 - 19日   | 2015年世界フィギュアスケート国別対抗戦（東京）                   | 2 70.93 | 1 134.21 | 2 団体   |
| 2015年3月23日 - 29日   | 2015年世界フィギュアスケート選手権（上海）                       | 1 77.62 | 1 132.74 | 1 210.36 |
| 2015年2月11日 - 15日   | 2015年ババリアンオープン（オーベルストドルフ）                   | 1 66.75 | -        | 棄権     |
| 2015年1月26日 - 2月1日 | 2015年ヨーロッパフィギュアスケート選手権（ストックホルム）       | 2 69.02 | 1 141.38 | 1 210.40 |
| 2014年12月24日 - 28日  | ロシアフィギュアスケート選手権（ソチ）                           | 2 73.62 | 2 138.73 | 2 212.35 |
| 2014年12月11日 - 14日  | 2014/2015 ISUグランプリファイナル（バルセロナ）                  | 1 67.52 | 1 136.06 | 1 203.58 |
| 2014年11月20日 - 23日  | ISUチャレンジャーシリーズ ワルシャワ杯（ワルシャワ）             | 1 67.83 | 1 128.83 | 1 196.66 |
| 2014年11月7日 - 9日    | ISUグランプリシリーズ 中国杯（上海）                             | 2 67.99 | 1 128.61 | 1 196.60 |
| 2014年10月24日 - 26日  | ISUグランプリシリーズ スケートアメリカ（シカゴ）                 | 1 67.41 | 2 122.21 | 2 189.62 |
| 2014年10月15日 - 19日  | 2014年ニース杯（ニース）                                         | 1 65.15 | 1 121.55 | 1 186.70 |
| 2014年10月9日 - 12日   | ISUチャレンジャーシリーズ フィンランディア杯（エスポー）         | 1 67.05 | 1 126.26 | 1 193.31 |
| 2014年9月24日 - 27日   | ISUチャレンジャーシリーズ ネーベルホルン杯（オーベルストドルフ） | 2 64.94 | 1 127.71 | 1 192.65 |

| 2013-2014 シーズン    |                                                      |         |          |           |
| 開催日                | 大会名                                               | SP      | FS       | 結果      |
| 2013年12月22日 - 27日 | ロシアフィギュアスケート選手権（ソチ）               | 9 59.81 | 9 115.78 | 10 175.59 |
| 2013年12月5日 - 8日   | 2013年ゴールデンスピン（ザグレブ）                   | 3 58.81 | 3 110.43 | 3 169.24  |
| 2013年11月22日 - 24日 | ISUグランプリシリーズ ロステレコム杯（モスクワ）     | 5 60.16 | 5 111.71 | 4 171.87  |
| 2013年10月18日 - 20日 | ISUグランプリシリーズ スケートアメリカ（デトロイト） | 9 53.20 | 3 123.55 | 4 176.75  |
| 2013年10月4日 - 6日   | 2013年フィンランディア杯（エスポー）                 | 6 52.13 | 2 121.32 | 3 173.45  |

| 2012-2013 シーズン    |                                                      |          |          |           |
| 開催日                | 大会名                                               | SP       | FS       | 結果      |
| 2013年4月11日 - 14日  | 2013年世界フィギュアスケート国別対抗戦（東京）       | 10 49.94 | 8 102.22 | 10 152.16 |
| 2013年3月10日 - 17日  | 2013年世界フィギュアスケート選手権（ロンドン）       | 14 54.72 | 8 119.52 | 10 174.24 |
| 2013年1月23日 - 27日  | 2013年ヨーロッパフィギュアスケート選手権（ザグレブ） | 4 57.18  | 1 131.67 | 3 188.85  |
| 2012年12月24日 - 28日 | ロシアフィギュアスケート選手権（ソチ）               | 1 69.50  | 1 127.07 | 1 196.57  |
| 2012年12月6日 - 9日   | 2012/2013 ISUグランプリファイナル（ソチ）            | 5 56.61  | 2 117.14 | 5 173.75  |
| 2012年11月16日 - 18日 | ISUグランプリシリーズ エリック・ボンパール杯（パリ） | 3 58.26  | 2 121.36 | 2 179.62  |
| 2012年10月26日 - 28日 | ISUグランプリシリーズ スケートカナダ（ウィンザー）   | 6 55.10  | 3 112.90 | 4 168.00  |

| 2011-2012 シーズン    |                                                         |         |          |          |
| 開催日                | 大会名                                                  | SP      | FS       | 結果     |
| 2012年1月13日 - 22日  | インスブルックユースオリンピック（インスブルック）      | 1 61.83 | 1 111.27 | 1 173.10 |
| 2011年12月24日 - 28日 | ロシアフィギュアスケート選手権（サランスク）            | 7 58.32 | 4 116.08 | 6 174.40 |
| 2011年12月8日 - 11日  | 2011/2012 ISUグランプリファイナル（ケベック・シティー） | 5 54.99 | 2 119.52 | 4 174.51 |
| 2011年11月18日 - 20日 | ISUグランプリシリーズ エリック・ボンパール杯（パリ）    | 1 62.04 | 2 120.85 | 1 182.89 |
| 2011年10月27日 - 30日 | ISUグランプリシリーズ スケートカナダ（ミシサガ）        | 1 59.57 | 2 117.81 | 1 177.38 |
| 2011年10月1日         | 2011年ジャパンオープン（さいたま）                      | -       | 1 118.59 | 2 団体   |

| 2010-2011 シーズン     |                                                                |         |          |          |
| 開催日                 | 大会名                                                         | SP      | FS       | 結果     |
| 2011年2月28日 - 3月6日 | 2011年世界ジュニアフィギュアスケート選手権（江陵）             | 2 58.60 | 2 110.51 | 2 169.11 |
| 2011年2月2日 - 4日     | ロシアジュニアフィギュアスケート選手権（カザン）               | 1 60.96 | 1 132.60 | 1 193.56 |
| 2010年12月25日 - 29日  | ロシアフィギュアスケート選手権（サランスク）                   | 7 56.30 | 3 124.41 | 3 180.71 |
| 2010年12月9日 - 12日   | 2010/2011 ISUジュニアグランプリファイナル（北京）              | 2 53.76 | 2 107.11 | 2 160.87 |
| 2010年10月13日 - 17日  | 2010年ニース杯 ジュニアクラス（ニース）                        | 1 50.52 | 1 104.51 | 1 155.03 |
| 2010年10月7日 - 8日    | ISUジュニアグランプリ ブラオエン・シュベルター杯（ドレスデン） | 1 57.35 | 1 115.43 | 1 172.78 |
| 2010年9月9日 - 10日    | ISUジュニアグランプリ ブラショフ杯（ブラショフ）               | 4 46.11 | 1 86.21  | 1 132.32 |

| 2009-2010 シーズン    |                                                        |          |          |          |
| 開催日                | 大会名                                                 | SP       | FS       | 結果     |
| 2010年2月3日 - 6日    | ロシアジュニアフィギュアスケート選手権（サランスク）   | 9 54.12  | 4 104.89 | 4 159.01 |
| 2009年12月24日 - 25日 | ロシアフィギュアスケート選手権（サンクトペテルブルク） | 10 48.96 | 1 124.57 | 3 173.53 |

| 2008-2009 シーズン    |                                                      |         |          |          |
| 開催日                | 大会名                                               | SP      | FS       | 結果     |
| 2009年1月28日 - 31日  | ロシアジュニアフィギュアスケート選手権（サランスク） | 4 53.26 | 2 101.88 | 2 155.14 |
| 2008年12月24日 - 28日 | ロシアフィギュアスケート選手権（カザン）             | 5 49.82 | 1 110.06 | 2 159.88 |
| 2008年10月15日 - 19日 | 2008年ニース杯 ノービスクラス（ニース）              | 1 45.38 | 1 81.77  | 1 127.15 |

| 2007-2008 シーズン     |                                                              |          |         |           |
| 開催日                 | 大会名                                                       | SP       | FS      | 結果      |
| 2008年1月30日 - 2月2日 | ロシアジュニアフィギュアスケート選手権（ロストフ・ナ・ドヌ） | 15       | 6       | 9 118.16  |
| 2008年1月3日 - 7日     | ロシアフィギュアスケート選手権（サンクトペテルブルク）       | 14 35.28 | 8 84.37 | 10 119.65 |
| 2007年10月18日 - 21日  | 2007年ニース杯 ノービスクラス（ニース）                      | 2 36.06  | 1 75.28 | 1 111.34  |

## プログラム使用曲
| シーズン  | SP | FS | EX |
| --------- | --- | --- | --- |
| 2019-2020 | Drumming Song 曲：フローレンス・アンド・ザ・マシーン 振付：シェイ＝リーン・ボーンオブリヴィオン 作曲：アストル・ピアソラ 振付：タチアナ・プロコフィエワ シェイ＝リーン・ボーン           | You Don't Love Me / ボーカル：カロ・エメラルド Petite Fleur / 曲：ザ・ホット・サーディンズ Catgroove / 曲：パロヴ・ステラーキャラバン / 素敵なあなた 演奏：ザ・ホット・サーディンズ 振付：エフゲニア・グレース | |
| 2018-2019 | アサシンズ・タンゴ （映画『Mr. & Mrs.スミス』サウンドトラックより） 作曲：ジョン・パウエル                                                                                               | You Don't Love Me / ボーカル：カロ・エメラルド Petite Fleur / 曲：ザ・ホット・サーディンズ Catgroove / 曲：パロヴ・ステラー                                                                                    | トキシック ボーカル：ブリトニー・スピアーズ |
| 2017-2018 | Pisando Flores 曲：アラ・マリキアン | Erinnerung 曲：Efim Jourist Quartett | |
| 2016-2017 | ピアノ協奏曲第23番 作曲：ヴォルフガング・アマデウス・モーツァルト 振付：タチアナ・プロコフィエワカルミナ・ブラーナ 作曲：カール・オルフ 振付：タチアナ・プロコフィエワ、ブノワ・リショー | 映画『クレオパトラ』サウンドトラックより 作曲：アレックス・ノース 振付：エマニュエル・サンデュペール・ギュント 作曲：エドヴァルド・グリーグ ボーカル：アンナ・ネトレプコ 振付：ステファン・ランビエール        | Mambo Italiano ボーカル：ジェラール・ダルモン |
| 2015-2016 | カルミナ・ブラーナ 作曲：カール・オルフ 振付：タチアナ・プロコフィエワ、ブノワ・リショーボレロ 作曲：モーリス・ラヴェル 振付：ユーリ・スメカロフ                                         | ペール・ギュント 作曲：エドヴァルド・グリーグ ボーカル：アンナ・ネトレプコ 振付：ステファン・ランビエール | Get Low 曲：ディロン・フランシス、DJ SnakeI Put a Spell On You 演奏：ジェフ・ベック ボーカル：ジョス・ストーン 振付：ステファン・ランビエール                                  |
| 2014-2015 | ボレロ 作曲：モーリス・ラヴェル 振付：ユーリ・スメカロフ | Batwannis Beek by The REG Project Sandstorm by La Bionda 振付：ウラジミール・バルナバ | Koop Island Blues 曲：クープ |
| 2013-2014 | アディオス・ノニーノ 作曲：アストル・ピアソラ 振付：ステファン・ランビエール ゴファー・マンボ 曲：イマ・スマック 振付：タチアナ・プロコフィエワ                                          | マラゲーニャ 作曲：エルネスト・レクオーナ 振付：ジェフリー・バトル | アディオス・ノニーノ 作曲：アストル・ピアソラ |
| 2012-2013 | アディオス・ノニーノ 作曲：アストル・ピアソラ 振付：ステファン・ランビエール 映画『ある愛の詩』サウンドトラックより 作曲：フランシス・レイ 振付：デヴィッド・ウィルソン                  | 黒い瞳 振付：デヴィッド・ウィルソン | アディオス・ノニーノ 作曲：アストル・ピアソラベサメ・ムーチョ 作曲：コンスエロ・ベラスケス キャラバン 演奏：ジャックコスタンゾ ベサメ・ムーチョ 演奏：ミシェル・ペトルチアーニ |
| 2011-2012 | アディオス・ノニーノ 作曲：アストル・ピアソラ 振付：ステファン・ランビエール | ベサメ・ムーチョ 作曲：コンスエロ・ベラスケス キャラバン 演奏：ジャックコスタンゾ ベサメ・ムーチョ 演奏：ミシェル・ペトルチアーニ                                                                              | ハーレム by R.E.G Project |
| 2010-2011 | オリエンタル・セレクション ハーレム by R.E.G. Project | アストゥリアス 作曲：イサーク・アルベニス | イン・ザ・クローゼット 曲：マイケル・ジャクソン |
| 2009-2010 | ソルヴェイグの歌 『ペール・ギュント』組曲より 作曲：エドヴァルド・グリーグ | アストゥリアス 作曲：イサーク・アルベニス | |
| 2008-2009 | ジプシーダンス バレエ音楽『ドン・キホーテ』より 作曲：レオン・ミンクス | 映画『SAYURI』より 作曲：ジョン・ウィリアムズ | |
| 2007-2008 | | 白鳥の湖 作曲：ピョートル・チャイコフスキー | |